# 2-й Ногайський провулок (Мелітополь)
2-й Ногайський провулок — провулок в Мелітополі на Юрівці. Йде від Ногайської вулиці до Степового провулка. Забудований приватними будинками.

## Назва
Провулок названий на честь ногайців — тюркського народу, який мешкав на території сучасної Мелітопольщини, але був майже повністю виселений після приєднання цих земель до Російської імперії.
Поруч знаходяться 3-й Ногайський провулок, 4-й Ногайський провулок і Ногайська вулиця.

## Історія
Провулок згадується 17 січня 1939 року як 2-й провулок Цюрупи. Він носив ім'я радянського державного та партійного діяча Олександра Дмитровича Цюрупи (1870—1928). 
В 2016 році в ході декомунізації провулок був перейменований на 2-й Ногайський.